# Ida Brag
Ida Brag, född Moritz, 18 april 1866 i Angereds församling, Göteborgs och Bohus län, död 11 april 1921   i Johannes församling, Stockholm, var en svensk operasångerska (sopran).

## Biografi
Vid 17 års ålder började hon studera vid Musikaliska Akademien, bland annat sång under Julius Günther. På hösten 1887 reste hon till Paris för fortsatta sångstudier, först ett år för Delle Sedie och därefter ett halvt år för S:t Yves Bax. Hon verkade sedan som konsertsångerska och sånglärarinna i Köpenhamn 1889–1890.
Brag debuterade på Kungliga Operan i Stockholm som Julia 1890 och var anställd där till 1898. Till rollerna hörde Santuzza i På Sicilien, Desdemona i Otello, Ingeborg i Den bergtagna, Aida, Thalea i Häxan, Mara och Jolantha.
Hon gifte sig 1892 med Herman Brag.